# 열차는 정확했다
《열차는 정확했다》(독일어: Der Zug war pünktlich)는 하인리히 뵐의 소설이다.

## 작품 소개
뵐은 20대 초반에 겪은 전쟁을 그대로 글로 옮겼다. 전쟁의 치열한 전투 현장이 아니라 그 커다란 사건에 말려든 인간의 무기력과 공포, 불안을 이야기한다. 그에게 중요한 것은 전쟁 그 자체가 아니라, 어처구니없이 사라져가야 하는 한 인간의 억울한 운명이다. 전장으로 돌아가는 휴가병 열차 안에서 삶의 의미를 잃고 죽음의 공포에 떨고 있는 주인공 안드레아스는 전쟁, 그 안의 인간을 보여준다.
하인리히 뵐의 전쟁문학은 다른 이들의 전쟁문학과 조금 다르다. 그의 소설에서 치열한 전투 현장은 등장하지 않는다. 대신 전쟁이라는 메커니즘 안에서 무너져 버린 개인의 인생과 운명을 그린다. 인간의 실존적 공포만을 세세히 전달할 뿐 전쟁에 대해 공개적으로 판단하지 않으며, 병사들이 체험한 것을 독자에게 그대로 전달한다. 따라서 역사적 조망도 필요 없다. 뵐의 목표는 인간이 전쟁을 어떻게 수행하는가를 나타내는 것이 아니라 전쟁이 인간을 어떻게 만드는지를 보여주는 데 있다. 아무 의미도 없는 전쟁 때문에 어처구니없이 사라져야 하는 인간이 있다. 그들이 원하는 것은 평화이지 승리가 아니다.
휴가를 마치고 전선으로 돌아가는 젊은 병사 안드레아스는 알 수 없는 힘에 사로잡힌다. 그가 휴가병 열차를 탈 대 낭랑하게 울려 퍼진 “발차” 하는 소리가 그 힘이다. 안드레아스는 이 소리가 전쟁의 발단이고 모든 불행의 근원이며, 피할 수 없는 권력이라고 생각한다. 그의 불안은 점점 더 확고해져서 자신이 죽을 것이라는 환상이 된다. 죽음 속에 빠져 있던 안드레아스는 다른 두 명의 병사를 만나 어느 유곽으로 향하는데 이곳에서 한 폴란드 여자를 만난다. 그녀는 그를 인간이 살 수 있는 세계, 삶이 있는 곳으로 데려가려 한다. 동갑내기 젊은이들 사이에서 적대감이라는 개념은 무의미하며 적국이니 아국이니 하는 용어도 소용이 없다. 두 젊은이는 동시대의 희생자일 뿐이다. 필요한 것은 전쟁의 손아귀에서 벗어나는 것뿐이다.
그가 20대 초반에 겪은 전쟁은 곧 그의 작품 주제가 되었다. 전장에서 그가 본 군인들은 언제나 두 명씩 짝을 지어 일정한 길을 오가며 두 시간마다 교대를 했고, 지붕 위에서는 한 사람이 망원경을 들고 주위를 살피다가 세 시간마다 교대를 할 뿐이었다. 순식간에 완성된 다리는 적의 진군을 막기 위해 다시 폭파했다. 그는 “군인보다 더 무의미하고 권태로운 존재는 없고, 전쟁이란 지루한 기계 이외에 아무것도 아니”라고 말한다. 그는 전쟁을 겪었고 그곳에서 살아 돌아왔다. 그리고 그가 보고 듣고 체험한 것을 누구보다 생생한 목소리로 전달하고자 했다. 그는 경험을 통한 설득력 있는 목소리로, 그가 히틀러를 위해 죽을 수는 없었던 것처럼 어떤 인간도 아무 의미 없는 승리를 위해 죽어서는 안 된다고 말한다.

## 서지 정보
- 사순옥 역, 2009년, 지식을만드는지식 ISBN 978-89-6228-268-9

## 같이 보기
- 독일 문학